# Huize Canton
Huize Canton is een villa aan de Javalaan in Baarn in de Nederlandse provincie Utrecht. De villa was ooit eigendom van koningin Anna Paulowna, weduwe van koning Willem II.

## Historie

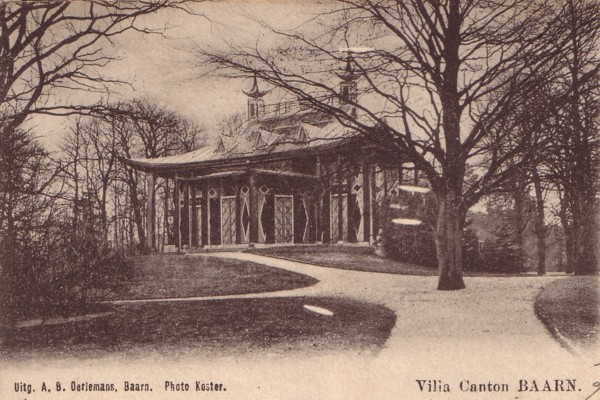
Huize Canton, gesloopt in 1910

Aan het einde van de 18e eeuw lieten veel rijke Amsterdamse kooplieden dure villa’s bouwen in Baarn. Ook Huize Canton werd in die periode in opdracht van de rijke handelaar Reinhard Scheerenberg in geheel Chinese stijl gebouwd. Nadat het in bezit was geweest van diverse eigenaren, waaronder zelfs het Koninklijk Huis, kwam Huize Canton uiteindelijk in handen van August Janssen, die het in 1910 wegens bouwvalligheid liet slopen. De architecten Schill en Haverkamp kregen vervolgens de opdracht om op dezelfde plek een nieuwe villa te bouwen.
In het nieuwe Canton zelf is nog een aantal elementen van het oude Canton terug te vinden. Zo is het fraai bewerkte hout onderaan de grote trapleuning afkomstig uit het oude Canton. De rest van de trapleuning is in dezelfde stijl gemaakt. Op de steen links van de hoofdingang staat onder een afbeelding van Canton uit 1793 de tekst 1793-1910 Canton A. Janssen.
De villa was van 1920 tot 2017 zetel van het bedrijf Conservatrix en tot 2009 tevens bedrijfszetel van de dochteronderneming Nuvema Natura-Uitvaartverzekeringen N.V. waarvan leden van de familie Henny directeur waren. Twee broers Henny, voormalig mededirecteuren van het bedrijf Conservatrix, waren in 1960 (samen met Hennie W) daders in de Baarnse moordzaak die plaatsvond in Huize Canton. Momenteel is er nog een dochteronderneming van Conservatrix in gevestigd, een levensverzekeringsbedrijf alsmede een tweede bedrijf dat zakelijke adviezen aanbiedt.

## Bouw
Huize Canton bestaat uit zware bakstenen bouwvolumes, gedecoreerd met motieven uit de Rococo. Deze rijke neo-rococostijl komt in Baarn verder alleen voor bij de eveneens door Schill en Haverkamp ontworpen villa Rusthoek. Ook in de rest van Nederland zijn dit soort villa’s uniek. Schill en Haverkamp hebben deze stijl verder nog gebruikt bij twee riante stadsvilla’s in Amsterdam. In het begin van de 19e eeuw was er in Nederland een tendens waar te nemen waarbij de bouwkunst uit het eigen nationale verleden, en dan met name de zeventiende en achttiende eeuw, als inspiratiebron werd gebruikt.
Het nieuwe Canton was een van de eerste villa’s in Baarn met elektriciteit. Vlak bij het pand was namelijk een kleine elektriciteitscentrale gevestigd. Tevens was het nieuwe Canton een van de eerste villa’s met een centraal stofzuigersysteem. Huize Canton was haar tijd dus ver vooruit.

## Perkamenten oorkonde
De geschiedenis van Huize Canton is neergeschreven op een perkamenten oorkonde. Die oorkonde bevindt zich in een loden buis die op 5 april 1911 door mejuffrouw Amelie Janssen, op 6-jarige leeftijd, achter een siersteen in de buitenmuur werd ingemetseld. De tekst van de oorkonde luidt:
“Het buitenhuis Canton te Baarn is in 1793 door de heer Scherenberg in Chineeschen stijl gebouwd. Dezelfde heer, fabrikant van koeharen tapijten of scheepskapitein, had na volbrachte reizen in China ten jare 1790 en ’91 het nabijgelegen buitenhuis in denzelfden stijl opgericht.
Tussen 1806 en 1810 werd door Koning Lodewijk Napoleon het huis met den grond aangekocht en gevoegd bij het domein Soestdijk. Dit domein, vroeger eigendom der Prinsen van Oranje, was door Lodewijk Napoleon geannexeerd. Bij de wet van 8 juli 1815, no. 3, werd dit domein eigendom van den Prins van Oranje en kwam daarmee het huis Canton in zijn bezit.
In 1850 kocht de Koningin-moeder Anna Paulowna, weduwe van Koning Willem II, de bezitting Canton van de erfgename van den Koning. In 1865 werd Prins Hendrik der Nederlanden, als legataris van zijn moeder, eigenaar.
In 1882 kocht de Baarnsche Bouwmaatschappij, Canton van de erfgenamen van Prins Hendrik. In 1890 ging de bezitting door koop over aan den heer Peter Wilhelm Janssen, directeur der Deli-Maatschappij te Amsterdam. In 1904 werd de heer August Janssen, directeur van Indische Cultuurondernemingen, als erfgenaam van zijn vader, eigenaar.
Bewoners waren achtereenvolgens de heer Simons, rentmeester van Soestdijk, de heer M. Ondermeulen, de heer Schouwenburg, de dames Spengier en de heer August Janssen. In 1910 werd het huis wegens bouwvalligheid gesloopt en de opdracht tot het ontwerpen van een nieuw huis ter zelfder plaats gegeven aan de architecten Schill en Haverkamp te Amsterdam. De uitvoering der plannen werd opgedragen aan de aannemers C. Alberts & Zn. Te Amsterdam, die daarmee op 7 Nov. 1910 een aanvang maakten.”